# Diagram Orgela

Rys.1 Przykład diagramu Orgela dla konfiguracji d^{2} (np. jon V^{3+})

Rys.2 Przykład diagramu Orgela dla konfiguracji d^{6} (np. jon Co^{3+})

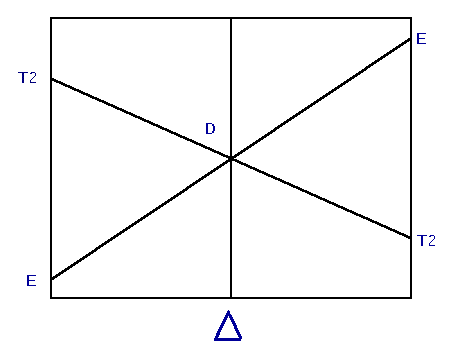
Rys. 3 Diagram Orgela D

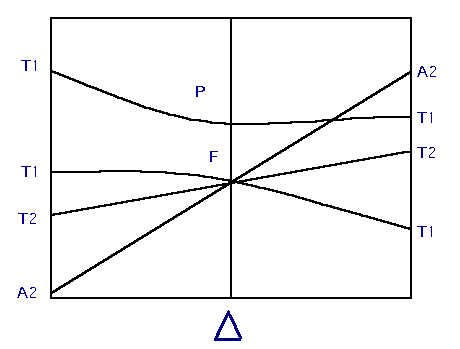
Rys. 4 Diagram Orgela F i P

Diagram Orgela (czyt. diagram Orgla) – w spektroskopii i chemii koordynacyjnej, wykres przedstawiający rozszczepienie termów jonu swobodnego, na nowe termy poziomów energetycznych metali przejściowych, w zależności od energii 10 Dq. Nazwa pochodzi od nazwiska brytyjskiego biochemika Lesliego Orgela. Podobnym wykresem jest diagram Tanabe-Sugano.

## Zjawisko rozszczepienia
W związkach kompleksowych zachodzi absorpcja fotonu, czemu towarzyszy wzbudzenie elektronu na wyższy poziom. W przypadku konfiguracji d1 możliwy jest zatem tylko jeden rodzaj wzbudzenia – z poziomu t2g na eg. Jednak w przypadku kompleksów o strukturze oktaedrycznej, występuje efekt Jahna-Tellera, który powoduje skrócenie wiązań ligandów w pozycji trans. Taka deformacja prowadzi do zmiany struktury widma, ponieważ elektron znajdujący się na orbitalu dxy, może przeskoczyć na orbital dz2 lub na dx2−y2.
W przypadku atomów centralnych zawierających więcej niż jeden elektron, trzeba również uwzględnić fakt oddziaływań elektronów pomiędzy sobą, oprócz oddziaływań pomiędzy elektronami a polem ligandów. Głównym takim oddziaływaniem jest sprzężenie Russella-Saundersa. Z tego powodu, w polu elektrycznym ligandów, degeneracja termów zmniejsza się i ulegają one rozszczepieniu na dwa lub więcej termów – nowych stanów energetycznych atomu centralnego. W poniższej tabeli przedstawiono możliwe rozszczepienia termów.
| Liczba elektronów | Term podstawowy | Termy rozszczepione w polu o symetrii Oh | Termy rozszczepione w polu o symetrii Td | Termy rozszczepione w polu o symetrii D4h |
| ----------------- | --------------- | ---------------------------------------- | ---------------------------------------- | ----------------------------------------- |
| 1                 | 2D              | 2T2g, 2Eg                                | 2E, 2T2                                  | 2E, 2B2, 2A1, 2B1                         |
| 2                 | 3F              | 3T1g, 3T2g, 3A2g                         | 3A2, 3T2, 3T1                            |                                           |
| 3                 | 4F              | 4A2g, 4T2g, 4T1g                         | 4T1, 4T2, 4A2                            |                                           |
| 4                 | 5D              | 5Eg, 5T2g                                | 5T2, 5E                                  |                                           |
| 5                 | 6S              | 6A1g                                     | 6A1                                      | 6A1                                       |
| 6                 | 5D              | 5T2g, 5Eg                                | 5E, 5T2                                  |                                           |
| 7                 | 4F              | 4T1g, 4T2g, 4A2g                         | 4A2, 4T2, 4T1                            |                                           |
| 8                 | 3F              | 3A2g, 3T2g, 3T1g                         | 3T1, 3T2, 3A2                            |                                           |
| 9                 | 2D              | 2Eg, 2T2g                                | 2T2, 2E                                  |                                           |
| 10                | 1S              | 1A1g                                     | 1A1                                      | 1A1                                       |

Z tabeli wynika, że w symetrii oktaedrycznej termy jonów dn i d10−n  rozszczepiają się na takie same termy, jednak w przeciwnej kolejności.

## Diagramy
Powodem wykreślania diagramów jest zobrazowanie różnic energii pomiędzy rozszczepionymi termami. Odległość pomiędzy nimi zależy od natężenia pola elektrycznego wytwarzanego przez ligandy. Im większa jest wartość 10 Dq, tym większa jest odległość pomiędzy termami. Diagramy Orgela są przedstawione jako zależność energii poziomów energetycznych atomu centralnego w funkcji 10 Dq.
W przypadku przejść elektronowych pomiędzy termami obowiązują reguły wyboru. Pierwsza reguła mówi, że dozwolone są przejścia tylko o niezmiennej multipletowości, natomiast druga reguła mówi, że orbitalna liczba kwantowa może się zmieniać tylko o 1. Reguły te są naruszane (m.in. przez hybrydyzację) i przez to mogą pojawiać się przejścia wzbronione. Na rys. 1 przedstawiony jest przykładowy diagram Orgela dla konfiguracji d2. Wynika z niego, że powinny następować następujące przejścia spinowo dozwolone:
3T1 (F) → 3T2 (F)
3T1 (F) → 3T1 (P)
3T1 (F) → 3A2 (F)
Na widmie wanadu(III) obecne są dwa pasma odpowiadające dwóm pierwszym przejściom. Trzeciego pasma się nie obserwuje, gdyż równoczesne przeniesienie dwóch elektronów na stan wzbudzony jest bardzo mało prawdopodobne.

## Ograniczenia
Diagramy Orgela są rysowane tylko dla kompleksów wykazujących słabe pole ligandów – kompleksów o konfiguracji wysokospinowej. Możliwe jest wprawdzie wykreślenie diagramu dla konfiguracji niskospinowej, jednak są one mało wiarygodne. Na rys. 2 widnieje przykład diagramu dla konfiguracji d6, z rozszczepieniem termów D i I. Można z niego wywnioskować, że przy niskich wartościach Dq (małe natężenie pola ligandów) termem podstawowym byłby 5T2g (D). Mogłoby wówczas zachodzić przejście:
5T2g (D) → 5Eg
Jednak w miarę zwiększania energii 10 Dq, termy I rozszczepiają się na trzy termy położone niżej niż termy D. W takim przypadku termem podstawowym jest singlet 1A1g (I), a możliwe przejścia są następujące:
1A1g (I) → 1T1g (I)
1A1g (I) → 1T2g (I)
Ponadto, w przeciwieństwie do diagramów Tanabe-Sugano, diagramy Orgela pokazują tylko przejścia termów o najwyższej możliwej multipletowości, zamiast wszystkich.